# セント・メアリー教区 (ジャマイカ)
セント・メアリー教区（セント・メアリーきょうく、英語: Saint Mary Parish）は、ジャマイカの北東に位置する教区。ミドルセックス郡の中では最も面積の小さい教区。中心地ポート・マリアは海岸に位置している。

## 隣接行政区画
- ポートランド教区
- セント・アンドリュー教区
- セント・キャサリン教区
- セント・アン教区